# Would?
"Would?" är en låt av grunge bandet Alice in Chains. Den släpptes som singel 30 juni 1992 och återfinns på albumet Dirt (utgivet den 29 september 1992).
"Would?", som är skriven av gitarristen Jerry Cantrell, handlar om sångaren i Mother Love Bone, Andrew Wood, som dog av en överdos heroin i mars 1990. 
Låten är numera en grunge-rock klassiker, och finns bland annat med i den populära SingStar serien, i Singstar Amped.

## Låtförteckning
1. "Would?"
2. "We Die Young"
3. "Man in the Box"